# Ploumagoar
Ploumagoar (/plu.ma.gwaʁ/) est une commune française du département des Côtes-d'Armor, en région Bretagne. Son nom breton est Plouvagor.

## Géographie
| Guingamp       | Saint-Agathon |                      |
| Grâces Coadout | Ploumagoar    | Saint-Jean-Kerdaniel |
| Saint-Adrien   | Saint-Péver   | Lanrodec             |

### Hydrographie
Pour un article plus général, voir Réseau hydrographique des Côtes-d'Armor.
La commune est située dans le bassin Loire-Bretagne. Elle est drainée par le Trieux, le Bois de la Roche, le Frout, la rivière le Traou et le ruisseau de Pont-lojou,,.
Le Trieux, d'une longueur de 72 km, prend sa source dans la commune de Kerpert et se jette  dans la Manche entre Lézardrieux et Ploubazlanec, après avoir traversé 21 communes.  Les caractéristiques hydrologiques du Trieux sont données par la station hydrologique située sur la commune de Saint-Péver. Le débit moyen mensuel est de 2,69 m3/s. Le débit moyen journalier maximum est de 39,8 m3/s, atteint lors de la crue du 26 janvier 1995. Le débit instantané maximal est quant à lui de 49,7 m3/s, atteint le 28 février 2010.

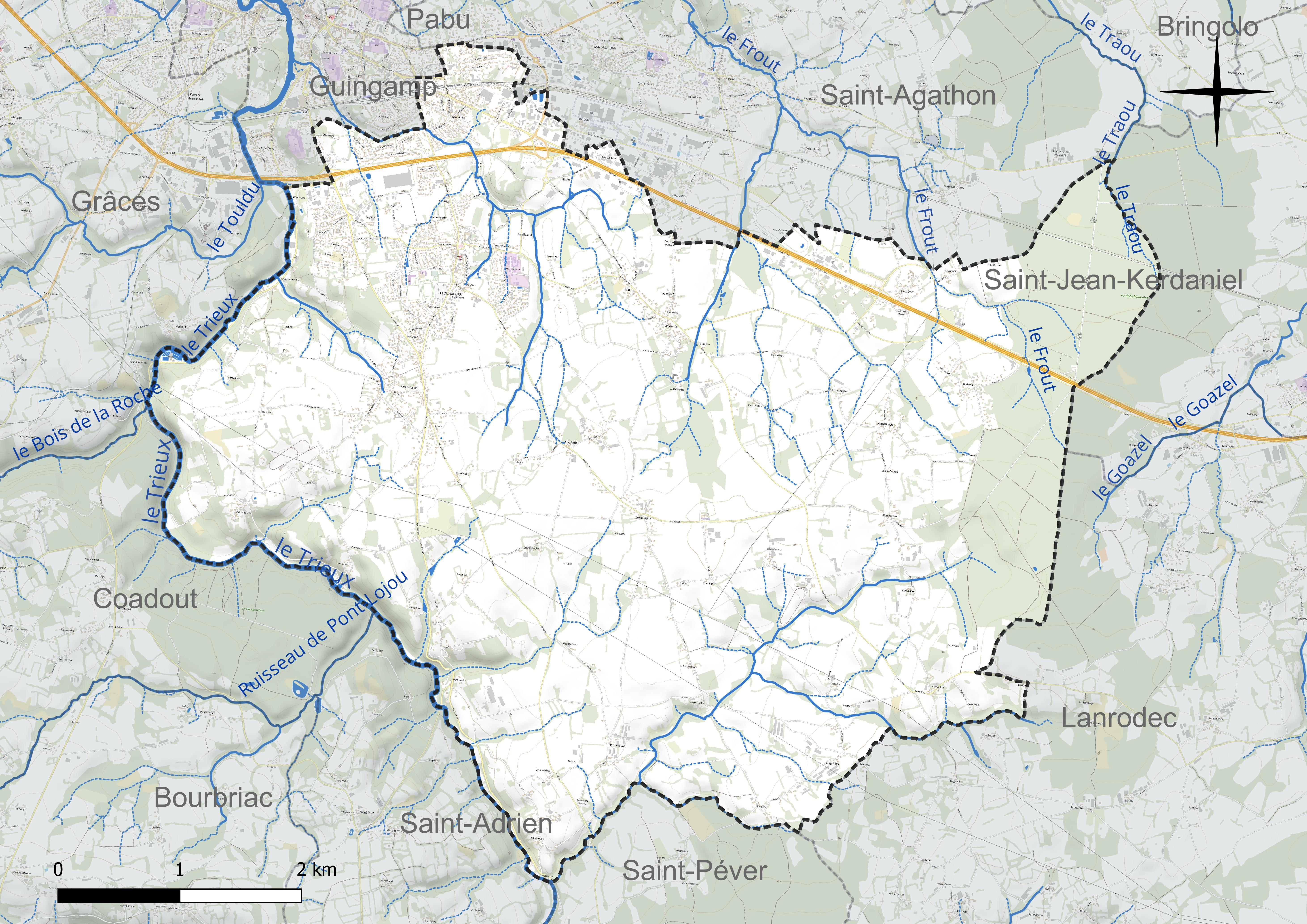
Réseau hydrographique de Ploumagoar.

Le Bois de la Roche, d'une longueur de 15 km, prend sa source dans la commune de Pont-Melvez et se jette  dans le Trieux sur la commune, après avoir traversé sept communes. 
Le Frout, d'une longueur de 11 km, prend sa source dans la commune  et se jette  dans le Trieux à Pabu, après avoir traversé quatre communes. 

### Climat
Pour des articles plus généraux, voir Climat de la Bretagne et Climat des Côtes-d'Armor.
En 2010, le climat de la commune est de type climat océanique franc, selon une étude du CNRS s'appuyant sur une série de données couvrant la période 1971-2000. En 2020, Météo-France publie une typologie des climats de la France métropolitaine dans laquelle la commune est exposée à un climat océanique et est dans la région climatique Finistère nord, caractérisée par une pluviométrie élevée, des températures douces en hiver (6 °C), fraîches en été et des vents forts. Parallèlement l'observatoire de l'environnement en Bretagne publie en 2020 un zonage climatique de la région Bretagne, s'appuyant sur des données de Météo-France de 2009. La commune est, selon ce zonage, dans la zone « Intérieur  », exposée à un climat médian, à dominante océanique.
Pour la période 1971-2000, la température annuelle moyenne est de 11,1 °C, avec une amplitude thermique annuelle de 11,2 °C. Le cumul annuel moyen de précipitations est de 868 mm, avec 14,3 jours de précipitations en janvier et 7,1 jours en juillet. Pour la période 1991-2020, la température moyenne annuelle observée sur la station météorologique la plus proche, située sur la commune de Lanleff à 18 km à vol d'oiseau, est de 11,7 °C et le cumul annuel moyen de précipitations est de 845,9 mm,. Pour l'avenir, les paramètres climatiques de la commune estimés pour 2050 selon différents scénarios d’émission de gaz à effet de serre sont consultables sur un site dédié publié par Météo-France en novembre 2022.

## Urbanisme

### Typologie
Au 1er janvier 2024, Ploumagoar est catégorisée ceinture urbaine, selon la nouvelle grille communale de densité à 7 niveaux définie par l'Insee en 2022.
Elle appartient à l'unité urbaine de Guingamp, une agglomération intra-départementale dont elle est ville-centre,. Par ailleurs la commune fait partie de l'aire d'attraction de Guingamp, dont elle est une commune de la couronne,. Cette aire, qui regroupe 15 communes, est catégorisée dans les aires de moins de 50 000 habitants,.

### Occupation des sols
L'occupation des sols de la commune, telle qu'elle ressort de la base de données européenne d’occupation biophysique des sols Corine Land Cover (CLC), est marquée par l'importance des territoires agricoles (69 % en 2018), en diminution par rapport à 1990 (73,6 %). La répartition détaillée en 2018 est la suivante :
zones agricoles hétérogènes (36,6 %), terres arables (31,6 %), forêts (17,1 %), zones urbanisées (12 %), zones industrielles ou commerciales et réseaux de communication (1,9 %), prairies (0,8 %). L'évolution de l’occupation des sols de la commune et de ses infrastructures peut être observée sur les différentes représentations cartographiques du territoire : la carte de Cassini (XVIIIe siècle), la carte d'état-major (1820-1866) et les cartes ou photos aériennes de l'IGN pour la période actuelle (1950 à aujourd'hui).

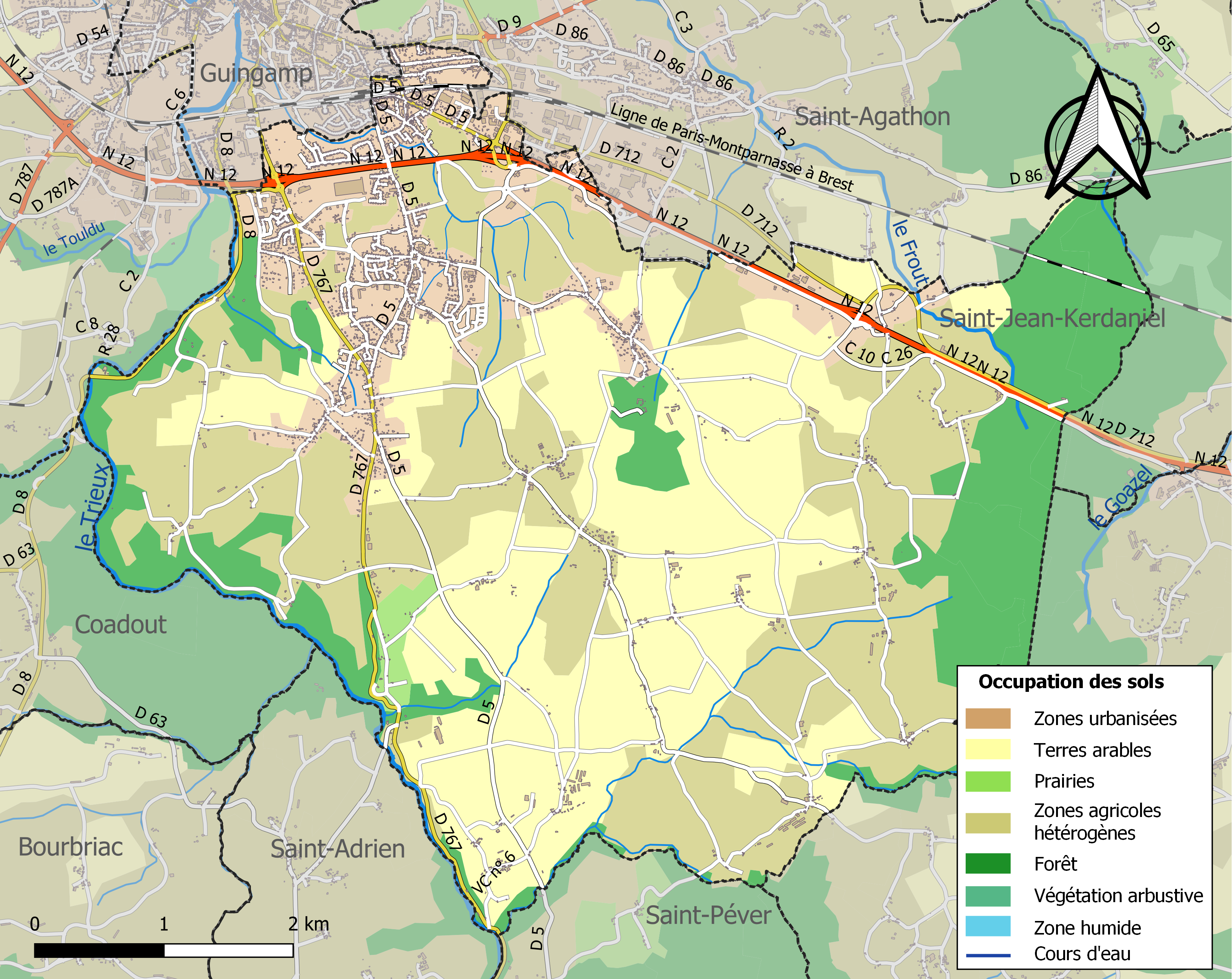
Carte des infrastructures et de l'occupation des sols de la commune en 2018 (CLC).

## Toponymie
Le nom de la localité est attesté sous les formes ecclesia de Plomagor en 1158 et en 1185, parochia Plomagor en 1190, Ploemagoer en 1358, 1368 et en 1380, Ploemauguer à la fin du XIVe siècle, Ploemagoer en 1417, Ploemoguer en 1461, Ploumagoar en 1555.
De Plou (paroisse) et magoar (murailles, ruines datant de l'époque romaine), « paroisse aux murs [en ruines] ».
Selon une autre hypothèse, le nom proviendrait de "Magoer", nom en breton de saint Magloire. Ces hypothèses sur l'origine du nom sont identiques à celles de Ploumoguer (Finistère) et de Magoar (Côtes-d'Armor).
Le nom breton de Ploumagoar est Plouvagor.

## Histoire

### Origines gallo-romaines puis bretonnes
La voie romaine allant jusqu'à Vorguim, passe sur une partie de la commune de Ploumagoar.

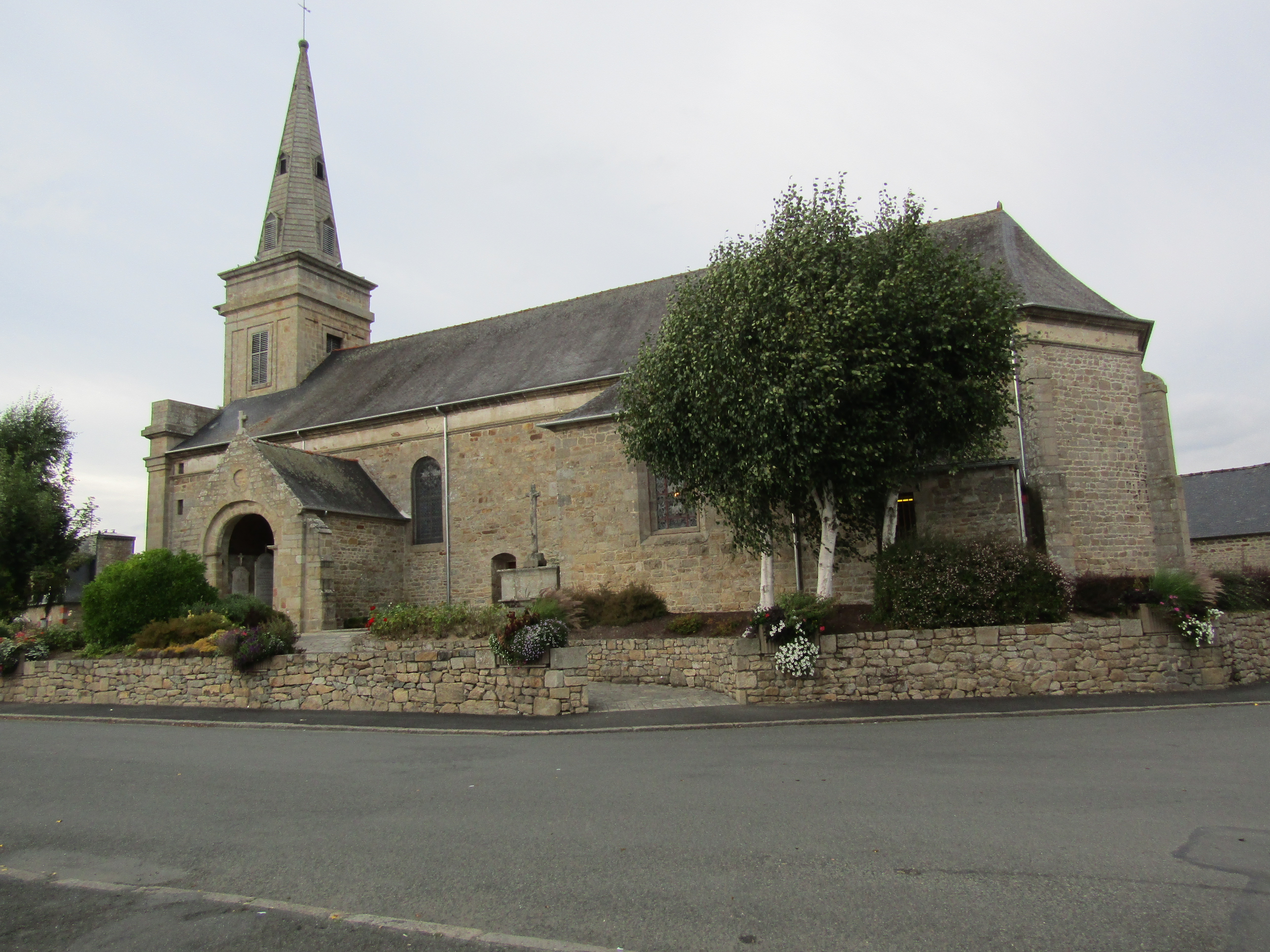
L'église Saint-Pierre.

À la chute de l'Empire romain, les Brittons commencent leurs mouvements de migration. Fuyant les Pictes et les Saxons, ils traversent la Manche et viennent s'installer en Armorique.
Le commerce, favorisé par l'emploi d'une langue similaire des deux côtés de la Manche, y était florissant. Les Bretons arrivent donc sur les terres de Ploumagoar en remontant très certainement le Trieux, et en cherchant un endroit élevé pour pouvoir se défendre, ils découvrent les vestiges d'une citadelle romaine et un habitat dispersé toujours occupé, les populations indigène armoricaines se mélangèrent alors, petit à petit, avec les brittons d'origine. C'est à ce moment que Plouvagor renaît pour la seconde fois et devient le bourg que l'on connaît aujourd'hui.
Des paroisses commençant par Plou avec des variantes Plu et Ploé, il en existe 169 en Bretagne dont 73 dans les Côtes-d'Armor. Elles sont nées entre 450 et 600. Magoar n'est pas un quelconque saint, venu avec les envahisseurs, mais signifie mur ou ruines, mot attesté en breton avec Moger, ainsi qu'en gallois avec Magwyr. La même racine Magor se retrouve dans les noms Magoarou et Magoariec et signifie maçon. Magoar serait un synonyme indo-européen de l'allemand Maurer et de l'italien Muratore.
Ploumagoar est donc une paroisse bâtie sur des ruines ou vestiges considérés comme anciens (gallo-romains) et tire son nom de cette origine. Cette paroisse va s'étendre sur des surfaces considérables et englobe toute la rive droite du Trieux. Elle correspond à l'ensemble de l'étendue de Ploumagoar, Pabu et Saint-Agathon aujourd'hui. La paroisse primitive de Ploumagoar était divisée en dîmeries dont celles de Tréméac, de Goazanlès et de Trivis. Ces sous-divisions donneront les trèves de Pabu et de Saint-Agathon qui feront partie intégrante de la paroisse-mère, pendant longtemps encore.
Ploumagoar est attaché au Pagus Tréher dont le siège épiscopal se trouve à Tréguier depuis le VIe siècle.

### LeXXesiècle

#### Les guerres duXXesiècle
Le monument aux morts porte les noms de 147 soldats morts pour la Patrie :
- 123 sont morts durant la Première Guerre mondiale ;
- 19 sont morts durant la Seconde Guerre mondiale ;
- 2 sont morts durant la guerre d'Algérie ;
- 3 sont morts durant la guerre d'Indochine.

#### La Seconde Guerre mondiale
Un groupe de 18 résistants, lesquels tenaient une réunion dans la sacristie de l'église de Guingamp, fut arrêté par les Allemands, emprisonnés à Saint-Brieuc et, après avoir été torturés, 17 d'entre eux furent tués et leurs corps jetés pêle-mêle dans une fosse commune dans le bois de Malaunay en Ploumagoar le 10 juillet 1944 ; le 18e, Eugène Moulin, a été exécuté d'une balle dans la tête à Plélo la veille.
Les 17 résistants massacrés dans le bois de Malaunay sont : Eugène Floury (de Plumaugat, vicaire de la paroisse Saint-Michel à Saint-Brieuc ; Jean Métairie (père) et Jean Métairie (fils), de Saint-Brieuc ; Jean-Baptiste Caro, de Landéhen ; Yves Charpentier, de Lamballe ; Yves Derriennic, de Loc-Envel ; Robert Hamel, de Créhen ; Francis Hamon, de Saint-Cast ; Marcel Languillec, du Guildo ; Yves Le Berre, de Lannion ;Joseph Le Du, de Plerneuf ; Émile Le Guennec, de Plémet ;Jean-Baptiste Le Du, Louis Le Maître, Jean Le Quéré et Armand Olivier, tous les quatre de Plounévez-Moëdec ; Marcel Le Roux, de Plouaret. Le nom d'Eugène Moulin, de Saint-Vran, a été rajouté bien qu'il n'ait pas été tué à cet endroit.

## Démographie
L'évolution du nombre d'habitants est connue à travers les recensements de la population effectués dans la commune depuis 1793. Pour les communes de moins de 10 000 habitants, une enquête de recensement portant sur toute la population est réalisée tous les cinq ans, les populations de référence des années intermédiaires étant quant à elles estimées par interpolation ou extrapolation. Pour la commune, le premier recensement exhaustif entrant dans le cadre du nouveau dispositif a été réalisé en 2006.

En 2022, la commune comptait 5 418 habitants, en évolution de +0,11 % par rapport à 2016 (Côtes-d'Armor : +1,78 %, France hors Mayotte : +2,11 %).
| 1793 | 1800  | 1806  | 1821  | 1831  | 1836  | 1841  | 1846  | 1851  |
| ---- | ----- | ----- | ----- | ----- | ----- | ----- | ----- | ----- |
| 819  | 1 769 | 1 934 | 2 035 | 2 055 | 2 004 | 2 101 | 2 189 | 2 151 |

| 1856  | 1861  | 1866  | 1872  | 1876  | 1881  | 1886  | 1891  | 1896  |
| ----- | ----- | ----- | ----- | ----- | ----- | ----- | ----- | ----- |
| 2 096 | 2 134 | 2 268 | 2 192 | 2 267 | 2 282 | 2 236 | 2 322 | 2 348 |

| 1901  | 1906  | 1911  | 1921  | 1926  | 1931  | 1936  | 1946  | 1954  |
| ----- | ----- | ----- | ----- | ----- | ----- | ----- | ----- | ----- |
| 2 308 | 2 427 | 2 495 | 2 370 | 2 489 | 2 358 | 2 517 | 2 557 | 2 499 |

| 1962  | 1968  | 1975  | 1982  | 1990  | 1999  | 2006  | 2011  | 2016  |
| ----- | ----- | ----- | ----- | ----- | ----- | ----- | ----- | ----- |
| 2 604 | 3 092 | 3 940 | 4 563 | 4 567 | 4 399 | 4 794 | 5 186 | 5 412 |

| 2021  | 2022  | - | - | - | - | - | - | - |
| ----- | ----- | - | - | - | - | - | - | - |
| 5 411 | 5 418 | - | - | - | - | - | - | - |

## Langue bretonne
L’adhésion à la charte Ya d’ar brezhoneg a été votée par le Conseil municipal le 11 février 2008.
Une classe bilingue a été ouverte à l’école publique à la rentrée 2016. 44 enfants y sont scolarisés (soit 9,5 % des enfants de la commune inscrits dans le primaire).

## Lieux et monuments
- Le Monastère Notre Dame de Providence, initialement fondé à Guingamp en 1676, est un monastère de sœurs hospitalères Augustines. Il sera transféré à Pabu en 1915 puis à Kerprat en Ploumagoar en 1983. Le monastère appartient à la Congrégation des Augustines de la Miséricorde de Jésus.
- Le Manoir de Locmaria, du XVIIIe siècle, inscrit au titre des Monuments historiques par arrêté du 23 décembre 1985, pour ses façades et toitures (hors tour d'angle), sa chapelle, son escalier et sa salle à manger[46].http://fr.topic-topos.com/chateau-de-locmaria-ploumagoar
- L'église Saint-Pierre.